# LSD (Musikgruppe)
LSD ist eine internationale Supergroup bestehend aus dem englischen Musiker Labrinth, der australischen Sängerin Sia und dem US-amerikanischen DJ und Musikproduzenten Diplo. Das Projekt veröffentlichte seine Debütsingle Genius am 3. Mai 2018. Das Trio ließ am 10. Mai 2018 die zweite Single Audio folgen. Daraufhin veröffentlichte die Gruppe am 9. August 2018 ihre bisher erfolgreichste Single Thunderclouds. Am 14. März 2019 erschien die fünfte Single No New Friends. Das Debütalbum Labrinth, Sia & Diplo Present… LSD wurde am 12. April 2019 veröffentlicht. Ihren ersten Liveauftritt absolvierte das Trio am 24. April 2019 bei der US-amerikanischen Talkshow The Ellen DeGeneres Show.

## Diskografie

### Studioalben
| Jahr | Titel                              | Höchstplatzierung, Gesamtwochen, AuszeichnungChartplatzierungen (Jahr, Titel, Platzierungen, Wochen, Auszeichnungen, Anmerkungen) | Höchstplatzierung, Gesamtwochen, AuszeichnungChartplatzierungen (Jahr, Titel, Platzierungen, Wochen, Auszeichnungen, Anmerkungen) | Höchstplatzierung, Gesamtwochen, AuszeichnungChartplatzierungen (Jahr, Titel, Platzierungen, Wochen, Auszeichnungen, Anmerkungen) | Höchstplatzierung, Gesamtwochen, AuszeichnungChartplatzierungen (Jahr, Titel, Platzierungen, Wochen, Auszeichnungen, Anmerkungen) | Höchstplatzierung, Gesamtwochen, AuszeichnungChartplatzierungen (Jahr, Titel, Platzierungen, Wochen, Auszeichnungen, Anmerkungen) | Höchstplatzierung, Gesamtwochen, AuszeichnungChartplatzierungen (Jahr, Titel, Platzierungen, Wochen, Auszeichnungen, Anmerkungen) | Anmerkungen                                              |
| Jahr | Titel                              | DE | AT | CH | UK | US | AU | Anmerkungen                                              |
| ---- | ---------------------------------- | --- | --- | --- | --- | --- | --- | -------------------------------------------------------- |
| 2019 | Labrinth, Sia & Diplo Present… LSD | DE49 (2 Wo.)DE | AT29 (3 Wo.)AT | CH24 (4 Wo.)CH | UK44 (1 Wo.)UK | US70 (1 Wo.)US | AU49 (1 Wo.)AU | Erstveröffentlichung: 12. April 2019 Verkäufe: + 152.500 |

### Singles
| Jahr | Titel Album                                      | Höchstplatzierung, Gesamtwochen, AuszeichnungChartplatzierungen (Jahr, Titel, Album, Platzierungen, Wochen, Auszeichnungen, Anmerkungen) | Höchstplatzierung, Gesamtwochen, AuszeichnungChartplatzierungen (Jahr, Titel, Album, Platzierungen, Wochen, Auszeichnungen, Anmerkungen) | Höchstplatzierung, Gesamtwochen, AuszeichnungChartplatzierungen (Jahr, Titel, Album, Platzierungen, Wochen, Auszeichnungen, Anmerkungen) | Höchstplatzierung, Gesamtwochen, AuszeichnungChartplatzierungen (Jahr, Titel, Album, Platzierungen, Wochen, Auszeichnungen, Anmerkungen) | Höchstplatzierung, Gesamtwochen, AuszeichnungChartplatzierungen (Jahr, Titel, Album, Platzierungen, Wochen, Auszeichnungen, Anmerkungen) | Höchstplatzierung, Gesamtwochen, AuszeichnungChartplatzierungen (Jahr, Titel, Album, Platzierungen, Wochen, Auszeichnungen, Anmerkungen) | Anmerkungen                                                |
| Jahr | Titel Album                                      | DE | AT | CH | UK | US | AU | Anmerkungen                                                |
| ---- | ------------------------------------------------ | --- | --- | --- | --- | --- | --- | ---------------------------------------------------------- |
| 2018 | Genius Labrinth, Sia & Diplo Present… LSD        | DE79 (1 Wo.)DE | AT66 Gold · (3 Wo.)AT | CH84 (1 Wo.)CH | UK72 Silber · (2 Wo.)UK | US— PlatinUS | AU— PlatinAU | Erstveröffentlichung: 3. Mai 2018 Verkäufe: + 1.590.000    |
| 2018 | Audio Labrinth, Sia & Diplo Present… LSD         | — | — | CH75 (10 Wo.)CH | — | US— GoldUS | AU— PlatinAU | Erstveröffentlichung: 10. Mai 2018 Verkäufe: + 905.000     |
| 2018 | Thunderclouds Labrinth, Sia & Diplo Present… LSD | DE56 Gold · (13 Wo.)DE | AT35 Platin · (18 Wo.)AT | CH38 Gold · (21 Wo.)CH | UK17 Gold · (11 Wo.)UK | US67 Platin · (5 Wo.)US | AU— PlatinAU | Erstveröffentlichung: 9. August 2018 Verkäufe: + 1.938.333 |

Weitere Singles
- 2018: Mountains
- 2019: No New Friends

### Musikvideos
| Jahr | Titel         | Regie            |
| ---- | ------------- | ---------------- |
| 2018 | Genius        | Ben Jones        |
| 2018 | Audio         | Ernest Desumbila |
| 2018 | Thunderclouds | Ernest Desumbila |

## Auszeichnungen für Musikverkäufe
| Goldene Schallplatte - Dänemark - 2022: für die Single Thunderclouds - Frankreich - 2020: für die Single Genius - 2024: für das Album Labrinth, Sia & Diplo Present… LSD - Italien - 2019: für die Single Genius - Kanada - 2020: für die Single No New Friends - Mexiko - 2019: für die Single Audio - 2021: für das Album Labrinth, Sia & Diplo Present… LSD - Neuseeland - 2019: für die Single Audio - 2024: für das Album Labrinth, Sia & Diplo Present… LSD - Norwegen - 2019: für das Album Labrinth, Sia & Diplo Present… LSD - Polen - 2020: für die Single No New Friends - 2020: für das Album Labrinth, Sia & Diplo Present… LSD - Spanien - 2022: für die Single Thunderclouds - 2023: für die Single Genius - Singapur - 2021: für das Album Labrinth, Sia & Diplo Present… LSD | Platin-Schallplatte - Brasilien - 2019: für das Album Labrinth, Sia & Diplo Present… LSD - Frankreich - 2020: für die Single Audio - Italien - 2019: für die Single Thunderclouds - Kanada - 2019: für die Single Thunderclouds - 2019: für die Single Audio - 2020: für die Single Genius - Mexiko - 2020: für die Single Genius - Neuseeland - 2022: für die Single Thunderclouds - 2022: für die Single Genius - Polen - 2019: für die Single Thunderclouds - 2020: für die Single Genius - 2020: für die Single Audio | 2× Platin-Schallplatte - Mexiko - 2021: für die Single Thunderclouds Diamantene Schallplatte - Frankreich - 2021: für die Single Thunderclouds |

Anmerkung: Auszeichnungen in Ländern aus den Charttabellen bzw. Chartboxen sind in ebendiesen zu finden.
| Land/RegionAuszeichnungen für Musikverkäufe (Land/Region, Auszeichnungen, Verkäufe, Quellen) | Silber  | Gold       | Platin       | Diamant  | Verkäufe  | Quellen              |
| -------------------------------------------------------------------------------------------- | ------- | ---------- | ------------ | -------- | --------- | -------------------- |
| Australien (ARIA)                                                                            | —       | —          | 3× Platin3   | —        | 210.000   | aria.com.au          |
| Brasilien (PMB)                                                                              | —       | —          | Platin1      | —        | 40.000    | pro-musicabr.org.br  |
| Dänemark (IFPI)                                                                              | —       | Gold1      | —            | —        | 45.000    | ifpi.dk              |
| Deutschland (BVMI)                                                                           | —       | Gold1      | —            | —        | 200.000   | musikindustrie.de    |
| Frankreich (SNEP)                                                                            | —       | 2× Gold2   | Platin1      | Diamant1 | 683.333   | snepmusique.com      |
| Italien (FIMI)                                                                               | —       | Gold1      | Platin1      | —        | 75.000    | fimi.it              |
| Kanada (MC)                                                                                  | —       | Gold1      | 3× Platin3   | —        | 280.000   | musiccanada.com      |
| Mexiko (AMPROFON)                                                                            | —       | 2× Gold2   | 3× Platin3   | —        | 280.000   | amprofon.com.mx      |
| Neuseeland (RMNZ)                                                                            | —       | 2× Gold2   | 2× Platin2   | —        | 82.500    | radioscope.co.nz NZ2 |
| Norwegen (IFPI)                                                                              | —       | Gold1      | —            | —        | 10.000    | ifpi.no              |
| Österreich (IFPI)                                                                            | —       | Gold1      | Platin1      | —        | 45.000    | ifpi.at              |
| Polen (ZPAV)                                                                                 | —       | 2× Gold2   | 3× Platin3   | —        | 80.000    | olis.pl              |
| Schweiz (IFPI)                                                                               | —       | Gold1      | —            | —        | 10.000    | hitparade.ch         |
| Spanien (Promusicae)                                                                         | —       | 2× Gold2   | —            | —        | 60.000    | elportaldemusica.es  |
| Singapur (RIAS)                                                                              | —       | Gold1      | —            | —        | 5.000     | rias.org.sg          |
| Vereinigte Staaten (RIAA)                                                                    | —       | Gold1      | 2× Platin2   | —        | 2.500.000 | riaa.com             |
| Vereinigtes Königreich (BPI)                                                                 | Silber1 | Gold1      | —            | —        | 600.000   | bpi.co.uk            |
| Insgesamt                                                                                    | Silber1 | 20× Gold20 | 20× Platin20 | Diamant1 |           |                      |